# FV Win Far 161
El Win Far 161 (穩發161號 en chino) es un barco pesquero de Taiwán que fue capturado por piratas somalíes el 6 de abril de 2009 cerca de Seychelles. El barco fue recuperado el 11 de febrero de 2010, después de pagar el rescate. Dos de los treinta tripulantes murieron debido a la malnutrición y a la irresponsabilidad de sus captores.